# دافيد ماركوس
دافيد ماركوس (مواليد 12 أبريل 1973) (بالإنجليزية: David Marcus)‏ رائد أعمال أمريكي من أصل فرنسي وسويسري. هو الرئيس السابق لشركة باي بال وهو نائب الرئيس الحالي لمنتجات المراسلة في فيسبوك، حيث يرأس وحدة فيسبوك ماسنجر. في ديسمبر 2017، تم تعيينهُ في مجلس إدارة شركة كوينباس. يشغل حاليًا منصب رئيس ليبرا، وهو مشروع عملة معماة أطلقته فيسبوك.

## مسيرته

### حياته
وُلد ماركوس في 12 أبريل 1973 في باريس بفرنسا لأب روماني وأم إيرانية. نشأ وترعرع في جنيف بسويسرا. في سن الثامنة، تعلم ترميز الكمبيوتر الأساسي. التحق ماركوس بجامعة جنيف لمدة عام واحد قبل أن يترك الدراسة في البداية لدعم أسرته من خلال العمل في أحد البنوك، ثم في وقت لاحق لممارسة مهنة ريادة الأعمال.

### مساره المهني
بدأ ماركوس مسيرته المهنية في عام 1996 في سن 23 عامًا عندما أسس مشروعه الأول (GTN Telecom)، وهي شركة مقرها بجنيف للاتصال بالإنترنت والمكالمات المحلية والبعيدة المدى. شغل منصب رئيس مجلس الإدارة والرئيس التنفيذي لتلك الشركة حتى استحوذت عليها (World Access) في عام 2000. بعد فترة وجيزة، أسس ماركوس (Echovox)، وهي شركة تسييل وسائل الإعلام المحمولة. في عام 2008، أسس (Zong)، فرع من (Echovox) الذي سمح للمستخدمين بدفع ثمن المواد عبر الإنترنت مباشرة من خلال فواتير هواتفهم المحمولة.
تم الاستحواذ على Zong بواسطة باي بال في إيباي في أغسطس 2011 مقابل 240 مليون دولار، وانضم ماركوس إلى باي بال كنائب رئيس ومدير عام لقسم الهاتف المحمول للشركة. تحت قيادته، أطلق باي بال حل قارئ البطاقات المحمول دون اتصال بالإنترنت، PayPal Here. في أبريل 2012، تم اختياره ليحل محل سكوت تومسون كرئيس لباي بال بعد أن ذهب تومسون إلى ياهو!. في سبتمبر 2013، أشرف ماركوس على شراء باي بال بقيمة 800 مليون دولار لشركة (Braintree) (الشركة الأم لـ Venmo).
في يونيو 2014، استقال ماركوس من منصب رئيس باي بال للانضمام إلى فيسبوك كنائب لرئيس منتجات الرسائل. في هذه المهمة، كان سيواصل الإشراف على تطوير تطبيق فيسبوك ماسنجر للجوال. وصل التطبيق إلى مليار مستخدم نشط في يوليو 2016. يُنسب إلى ماركوس تقديم منصة الدفع الخاصة بمنصة التراسل P2P والتي تم إصدارها في الولايات المتحدة في يونيو 2015. ساعد ماركوس لاحقًا في تنفيذ مدفوعات العمل على المنصة.
في ديسمبر 2017، تم تعيين ماركوس في مجلس إدارة بورصة العملات المشفرة (Coinbase). وفقًا للإعلان، تم اختياره بناءً على خبرته في الدفعات الرقمية في كل من باي بال وفيسبوك ومعرفته بالعملات المشفرة. كما يعتبر مروجًا مبكرًا للعملات المشفرة.
في 8 مايو 2018، كشف ماركوس أنه يتنحى عن دوره الحالي لقيادة سلسلة الكتل (blockchain) التجريبية في الفيسبوك.